# Severino D'Acelino
José Severo dos Santos (Aracaju, 3 de outubro de 1947), mais conhecido como Severo D'Acelino, é um poeta, ator, ativista, dramaturgo, diretor teatral e coreógrafo brasileiro.

## Biografia
Nascido em Aracaju em 3 de outubro de 1947, cursou licenciatura em história na Universidade Federal de Sergipe e Direção de Teatro na UFBA, ambos não concluídos. Participou da fundação do Movimento Negro contemporâneo em Sergipe em 1968 e na Bahia em 1973.
Atuou como diretor nos espetáculos teatrais Navio Negreiro, Vozes D”África, Terra Poeira In Cantus, Algemas Partidas, Save Our Sur, Dança dos Inkices D’Angola, Água de Oxalá, Iybó Iná Iyê e Suíte Nagô. Como ator, em 1979 protagonizou no cinema o personagem Galanga Gonguemba Iybiala Chana, conhecido por Chico Rei, filme dirigido por Cacá Diegues. Atuou como Candelário em Espelho D’Água e como Alfredão, no seriado Tereza Baptista Cansada de Guerra. Produziu e dirigiu o documentário etnográfico Filhos de Obá, apresentado no Congresso Internacional de Culturas Negras das Américas, África e Caribe. Atuou na novela Velho Chico (2016), como o Capitão Etóle.

## Vida pessoal
José é casado com Maria José Dias Porto Severo dos Santos, e juntos tiveram 3 filhos chamados de, Obanshé Severo D'Acelino e Iyanzamé Severo D'Acelino.

## Filmografia

### Cinema
| Ano  | Título                                           | Personagem |
| ---- | ------------------------------------------------ | ---------- |
| 1985 | Chico Rei                                        | Chico Rei  |
| 2004 | Espelho d'Água - Uma Viagem no Rio São Francisco | Calendário |

### Televisão
| Ano  | Título         | Personagem            |
| ---- | -------------- | --------------------- |
| 1992 | Tereza Batista | Alfredão              |
| 2016 | Velho Chico    | Capitão Eugênio Etóle |